# 비취호른
비취호른(Bietschhorn)은 스위스 발레주 베른 알프스 남쪽에 있는 해발 3,934m의 산이다. 산의 북동쪽과 남쪽 경사면은 융프라우-알레취 보호 구역(구 융프라우-알레슈-비취호른)의 일부로, 유네스코 세계문화유산으로 등재되어 있으며, 융프라우와 알레치 빙하도 있다. 비치호른은 뢰첸탈 계곡의 남쪽에 위치하고 있으며, 비취탈 계곡과 발취데르탈 계곡의 북쪽 끝에 있는 유네스코 세계 문화 유산 지역의 일부를 이루고 있다. 대부분의 등반가들은 비취호른휘테(Bietschhornhütte) 또는 발취데르클라우스(Baltschiederklause)에서 산에 접근한다.
1859년 8월 13일 레슬리 스티븐이 안톤 시건, 요한 시건, 조셉 에베너와 함께 처음 등반했다. 스티븐의 최초 등반 일부에 대한 설명은 레슬리 스티븐이 쓴 책 《유럽의 놀이터》(The Playground of Europe , 1871)에 의해 출판되었다. 그러나 비취호른 등반은 그 고전적인 등반서적에서 언급되지 않았다.